# Eisten
Eisten je obec v německy mluvící části švýcarského kantonu Valais, v okrese Visp. Žije zde 204 obyvatel.

## Geografie
Eisten se nachází při vstupu do údolí Saastal mezi obcemi Stalden a Saas-Balen a tvoří ho 22 jednotlivých vesnic a osad, z nichž 14 je celoročně obydlených. V osadě Zen-Schmieden se nachází obecní úřad, víceúčelová hala, hasičská stanice, civilní obrana a park. Tvoří centrum obce.
Sousedními obcemi jsou Grächen, Saas-Balen, St. Niklaus, Simplon, Stalden, Staldenried a Visperterminen.

## Historie
Obec je poprvé zmiňována v roce 1299 jako Oysten.
Politicky patřil Eisten od středověku k okresu Saas. Kolem roku 1300 vlastnil rod Blandrate v Eistenu významná práva. Kolem roku 1455 byl Eisten obcí vytvořenou z několika menších hospodářských skupin a od konce 14. století měla vlastní předpisy (1396 alpský řád Mattwald, 1498 vymezení hranice s Grächenem, 1583 selský cech). V 16. století byla obec sužována morem. Eisten byl církevně součástí Staldenu. Roku 1668 se připomíná kaple. V letech 1818-38 tvořila obec dvojfaru se Staldenriedem, od roku 1892 je samostatnou farností, v letech 1893–1895 následovala stavba kostela. Eisten se zemědělským charakterem po určitou dobu těžil z turistického ruchu (v letech 1857–1919 zde stál hotel Hutegge). V letech 1932–34 byla mulařská stezka vedoucí přes Eisten dále do údolí Saastal přeměněna na silnici.

## Obyvatelstvo
| Rok            | 1798 | 1850 | 1900 | 1950 | 1960 | 1970 | 2000 | 2010 | 2012 | 2014 | 2016 | 2020 |
| Počet obyvatel | 107  | 177  | 250  | 400  | 454  | 330  | 226  | 219  | 216  | 203  | 201  | 188  |

V roce 2017 žilo v obci 197 obyvatel. V roce 2000 hovořilo 96,0 % obyvatel obce německy. K římskokatolické církvi se hlásí 92,0 % obyvatel.

## Pamětihodnosti
Celá obec je zapsána na seznamu švýcarského kulturního dědictví.